# Tony Goldwyn
Anthony Howard "Tony" Goldwyn (født 20. maj 1960 i Los Angeles, Californien) er en amerikansk skuespiller og filminstruktør. Han lagde stemme til titelkarakteren Tarzan i Disney-filmen Tarzan fra 1999 og i video-spillet Kingdom Hearts fra 2002.
Goldwyn har været gift med production designer Jane Michelle Musky siden 1987 og sammen har de 2 døtre.

## Teater
| Titel                  | År   | Rolle             |
| ---------------------- | ---- | ----------------- |
| Tom Jones              | 1988 |                   |
| The Sum of Us          | 1989 |                   |
| Chartaginians          | 1990 |                   |
| Picnic                 | 1991 |                   |
| Spike Heels            | 1992 | Andrew            |
| Lady in the Dark       | 1994 | Charley Johnson   |
| Holiday                | 1995 | Johnny Case       |
| The Water's Edge       | 2006 | Richard           |
| Promises, Promises     | 2010 | J.D. Sheldrake    |
| 24 Hour Plays Broadway | 2010 |                   |
| Broadway Backwards 5   | 2010 |                   |
| The Sound of Music     | 2012 | Captain von Trapp |

## Lydbog
| Titel                               | Forfatter        | År   |
| ----------------------------------- | ---------------- | ---- |
| The Grifters                        | Jim Thompson     | 1991 |
| Tenth Commandment                   | Lawrence Sanders | 1992 |
| Dead Irish (Dismas Hardy Series #1) | John Lescroart   | 2000 |
| The Millionaires                    | Brad Meltzer     | 2005 |
| The Devil in the White City         | Erik Larson      | 2007 |
| A Death in Vienna                   | Daniel Silva     | 2007 |
| Kate Remembered                     | A. Scott Berg    | 2007 |
| Thunderstruck                       | Erik Larson      | 2008 |

## Soundtrack
| Titel                  | År   | Album              | Noter             |
| ---------------------- | ---- | ------------------ | ----------------- |
| Wanting Things         | 2010 | Promises, Promises |                   |
| Christmas Day          | 2010 | Promises, Promises | feat Ashley Amber |
| It's Our Little Secret | 2010 | Promises, Promises | feat Sean Hayes   |